# Park Narodowy St. Herman’s Blue Hole
Park Narodowy St. Herman’s Blue Hole – park narodowy położony nieopodal autostrady Hummingbird w Cayo w Belize, w odległości około 15 km od stolicy kraju Belmopan.  Obszar parku to 575 akrów (2,33 km²), główne atrakcje to jaskinie St. Herman, Crystal oraz rekreacyjny obszar Blue Hole skąd park wziął swoją nazwę.

## Historia
Rząd w Belize nabył grunty parku w latach 1960 oraz 1970, oficjalnie jednak za park narodowy obszar został uznany 23 listopada 1986. Pierwotna nazwa parku to Narodowy Park Blue Hole, niemniej w celu uniknięcia pomyłek z Great Blue Hole w 2005 nazwę zmieniono na Park Narodowy St. Herman’s Blue Hole.

## Fauna
W parku można spotkać między innymi takie gatunki zwierząt jak:
- Ssaki
  - jaguar, ocelot, jaguarundi

- Gady
  - wąż koralowy, iguan

- Ptaki
  - tukan tęczodzioby, bławatnik meksykański, kusacz okopcony, wojownik czarny

## Jaskinia St. Herman
Z uwagi na wykorzystywanie jaskini przez Majów w okresie klasycznym posiada ona spore znaczenie archeologiczne. W jaskini znaleziono naczynia garncarskie, włócznie oraz pochodnie.

## Blue Hole
Miejsce rekreacyjne parku, w którym woda przepływająca wcześniej przez system jaskiń w drodze do rzeki Sibun tworzy naturalny basen o głębokości około 7,5 m.

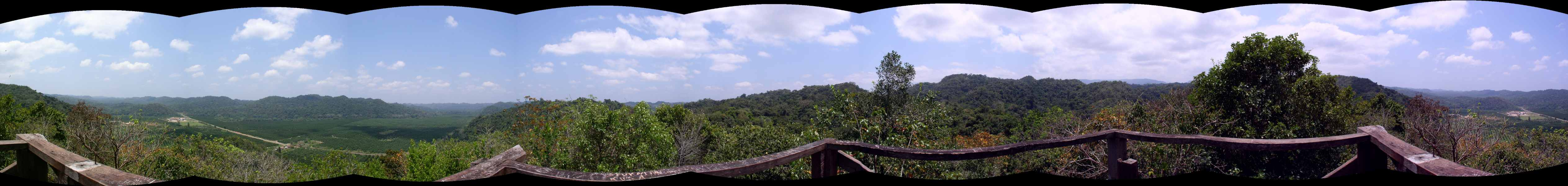
Panorama parku z wieży obserwacyjnej